# Вольфганг Гогенлоэ-Вайкерсхаймский
Вольфганг фон Гогенлоэ-Вайкерсхайм (нем. Wolfgang von Hohenlohe-Weikersheim; 14 июня 1546, Вальденбург — 28 марта 1610, Вайкерсхайм, Штутгарт) — немецкий дворянин, граф Гогенлоэ (с 1568), Вайкерсхайм (с 1586), Лангенбург и Нойенштайн (с 1606). Приверженец алхимии.

## Биография

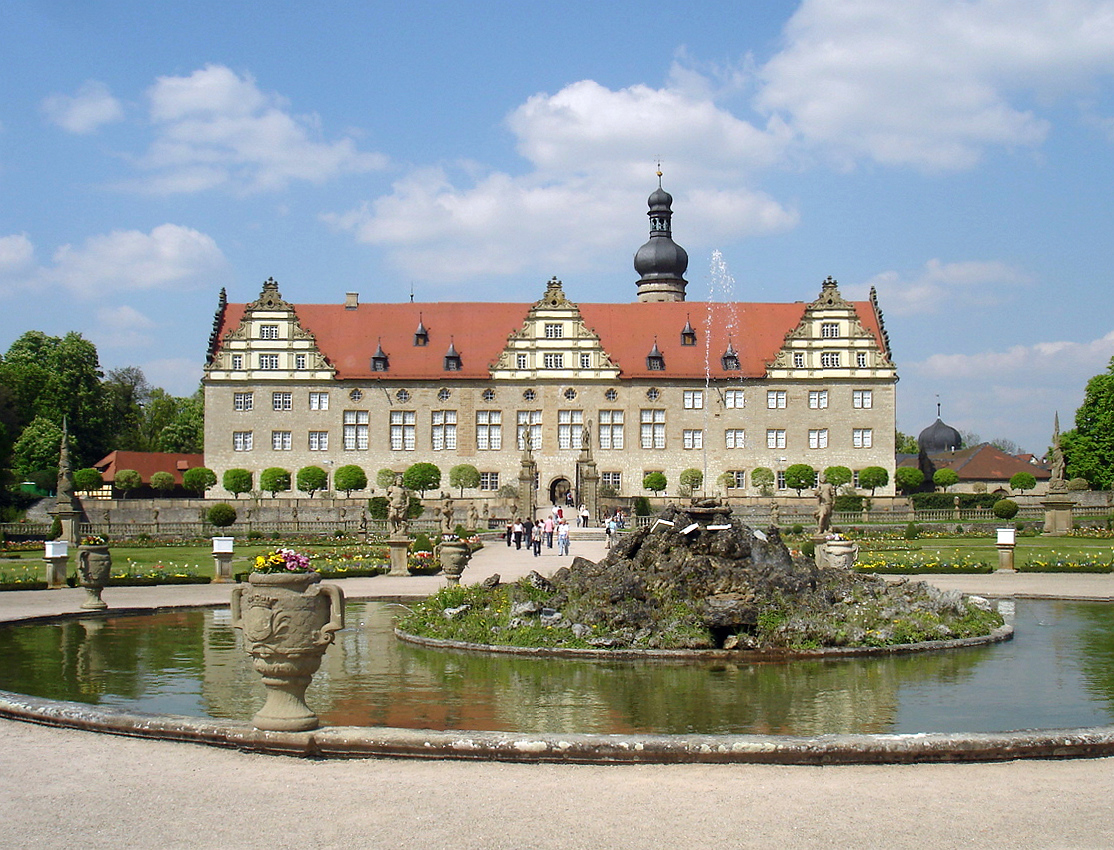
Замок Вайкерсхайм

Родился 14 июня 1546 года в Вальденбурге. Третий сын графа Людвига Казимира фон Гогенлоэ-Ноенштайна (1517—1568) и Анны фон Сольмс-Лаубах-Лих (1522—1594), дочери графа Отто I фон Сольмс-Лаубаха. Братья — Альбрехт фон Гогенлоэ-Вальденбург (1543—1575), Филипп Эрнст фон Гогенлоэ-Нойенштайн (1550—1606) и Фридрих фон Гогенлоэ-Лангенбург (1553—1590).
С 1558 года он два года посещал Тюбингенский университет, затем два года учился в Париже, позднее находился на императорской службе в Вене, где участвовал в походе против турок-османов. После смерти своего отца в 1568 году Вольфганг управлял Лангенбургом вместе с одним из братьев и матерью, а с 1574 года правил единолично.
В 1586 году братья произвели раздел отцовских владений (Гогенлоэ-Нойенштайн, Гогенлоэ-Лангенбург и Гогенлоэ-Вайкерсхайм). Вольфганг получил во владение Вайкерсхайм. Здесь он перестроил старый замок на воде на ренессансный дворец.
Граф Вольфганг занимался разведением лошадей и медициной, любил музыку, увлекался химией и алхимией в своей лаборатории в двухэтажной дворце. Его библиотеке было 500 томов книг. Во время Тридцатилетней войны семья Гогенлоэ бежала в Ордруф.

## Брак и дети
27 января 1567 года в Дилленбурге граф Вольфганг Гогенлоэ-Вайкерсхайм женился на графине Магдалене фон Нассау-Дилленбург (15 декабря 1547 — 16 мая 1633), сестре Вильгельма Оранского, младшей дочери графа Вильгельма «Богатого» Нассау-Дилленбургского (1487—1559), и Юлианы фон Штольберг-Вернигероде (1506—1580). У супругов были следующие дети:
- Екатерина (1567—1615)
- Анна Агнесса (2 сентября 1568 — 8 сентября 1616), муж с 1587 года граф Филипп Эрнст фон Глайхен-Тона (1561—1619)
- Георг Фридрих (5 сентября 1569 — 7 июля 1645), граф фон Гогенлоэ-Вайкерсхайм, 1-я жена с 1607 года Ева фон Вальдштейн (ум. 1631), 2-я жена с 1633 года графиня Марии Магдалена фон Эттинген-Эттинген (1600—1636)
- Юлиана (23 июля 1571 — 8 марта 1634), муж с 1605 года граф Вольфганг II фон Кастель-Ремлинген (1558—1631)
- Магдалена (27 декабря 1572 — 2 апреля 1596), муж с 1594 года граф Генрих I Рёйсс-Гера (1572—1635)
- Пракседис (1 мая 1574 — 15 августа 1635)
- Марта (29 апреля 1575 — 19 декабря 1638), муж с 1617 года граф Иоганн Казимир фон Лейнинген-Вестербург (1587—1635)
- Мария Елизавета (12 июня 1576 — 31 января 1605), муж с 1593 года граф Иоганн Рейнхард I Ганау-Лихтенбергский (1568—1625)
- Людвиг Казимир (4 февраля 1578 — 16 сентября 1604)
- Екатерина Иоганна (6 июля 1579 — 28 ноября 1615)
- Крафт VII (14 ноября 1582 — 11 октября 1641), граф Гогенлоэ-Нойенштайн-Вайкерсхайм, женат с 1615 года на пфальцграфине Софии фон Цвейбрюкен-Биркенфельд (1593—1676)
- Филипп Эрнст (11 августа 1584 — 29 января 1628), граф Гогенлоэ-Лангенбург (1610—1628), женат с 1609 года на графине Анне Марии фон Сольмс-Зонневальде (1585—1634)
- Альбрехт (30 декабря 1585 — 21 октября 1605)
- Вольфганг Эрнст (11 августа 1587 — 29 января 1588)
- Доротея Вальбурга (20 сентября 1590 — 20 сентября 1656), муж с 1615 года граф Филипп Генрих фон Гогенлоэ-Вальденбург (1591—1644).